# Kremnické Bane
Kremnické Bane é um município da Eslováquia localizado no distrito de Žiar nad Hronom, região de Banská Bystrica.

## Demografia
| Ano:        | 1994 | 2004   | 2014   | 2024   |
| ----------- | ---- | ------ | ------ | ------ |
| Broj ljudi: | 247  | 265    | 268    | 251    |
| Razlika:    |      | +7,28% | +1,13% | -6,34% |

| Ano:               | 2023 | 2024   |
| ------------------ | ---- | ------ |
| Número de pessoas: | 246  | 251    |
| Diferença:         |      | +2,03% |